# Romolo Guerrieri
Romolo Guerrieri, född Romolo Girolami 5 december 1931 i Rom, är en italiensk filmregissör och manusförfattare.

## Filmografi i urval
- 1962 – En trasslig härva (regiassistent)
- 1966 – 10.000 dollar för Johnny Yuma (regi)
- 1966 – 7 pistoler och massor av dollar (regi)
- 1967 – 10.000 dollar - död eller levande (regi)
- 1967 – En röst i mörkret (regi)
- 1967 – Skjut först - änglarna betalar (manus)
- 1973 – Mafioso! (regi)
- 1976 – Liberi armati pericolosi (regi)